# Godel
Godel er en å i det nordlige Tyskland, beliggende på Før i Nordfrisland, Sydslesvig. Åen dannes ved sammenløbet af en række ferskvandsprile i øens marskland og udmunder sydøst for Vitsum i Vesterhavet. Godel har en længde på cirka 1 km.
Ved stormfloder trænger saltvand op i åen og ændrer dens flyderetning. Dermed er der opstået en værdifuld brakvandsbiotop med fugleflokke af ryler, dobbeltbekkasiner og dværgterne.

## Galleri
- Godel ved Vitsum med kig mod sydøst
- Godel ved Vitsum med kig mod nordvest